# 213 км (Санкт-Петербург — Дно)
213 километр — остановочный пункт Витебского направления Октябрьской железной дороги на участке Батецкая — Дно. Относится к Санкт-Петербург — Витебскому региону. Находится на территории Солецкого района Новгородской области.

## Общие сведения
Остановочный пункт располагается на неэлектрифицированном однопутном перегоне Сольцы — Куклино. Находится у восточной окраины населённого пункта Городок Куклинского сельского поселения Солецкого района Новгородской области. Между данным населённым пунктом и железной дорогой расположена лесополоса.
К северо-востоку от остановочного пункта в пешей доступности на железной дороге имеется мост через реку Боровенка.
По состоянию на август 2012 года на остановочном пункте не было пассажирской платформы и каких-либо построек. Имелись только два знака «Остановка локомотива» и переход из шпал через придорожный кювет.

## Движение поездов
На 213 километре имеют остановку пригородные поезда, курсирующие по маршруту Оредеж — Дно — Оредеж. Ввиду отсутствия на платформе кассы билеты для проезда приобретаются непосредственно в электропоездах у разъездных кассиров. В расписаниях остановочный пункт может быть указан как Городок-213 км.